# Bis die Wolken vorüberzieh’n
Bis die Wolken vorüberzieh’n (Originaltitel Till the Clouds Roll By) ist eine US-amerikanische Filmbiografie aus dem Jahr 1946 über den Komponisten Jerome Kern, der während der Produktionsphase des Films starb. Der Film wurde von Metro-Goldwyn-Mayer produziert und ist der erste einer Reihe von Filmbiografien des Studios über Komponisten. Neben Robert Walker als Kern spielen Lucille Bremer, Judy Garland, Van Heflin und Dorothy Patrick die Hauptrollen, zudem treten bekannte Künstler wie Frank Sinatra, Van Johnson, Dinah Shore, June Allyson, Kathryn Grayson, Lena Horne und Angela Lansbury in Neben- und Gastrollen auf.

## Handlung
Nach der Uraufführung seines Musicals Show Boat besucht der Komponist Jerome Kern in New York seine ehemaligen Nachbarn. Er erinnert sich an seine Zeit als Liedtexter und an seinen ersten Mentor James Hessler. Hessler, der von der Mittelmäßigkeit der amerikanischen Musikwelt enttäuscht ist, will nach England reisen, um dort eine Symphonie zu komponieren. Zunächst will er Jerome abweisen, doch als er eines von dessen Liedern hört, ändert er seine Meinung. Er glaubt, dass Jerome eine große Zukunft vor sich habe. Die beiden Männer freunden sich an, Hessler reist nach England ab.
Nach einiger Zeit fühlt sich Jerome Kern entmutigt, da sich seine Songs nicht verkaufen. Er will nun sein Glück in Europa versuchen. In England trifft er seinen Freund Hessler und dessen Tochter Sally wieder. Hier bekommt er die Inspiration, aus einem seiner Songs ein Musical zu machen. Der amerikanische Produzent Charles Frohman gibt Jerome daraufhin den Auftrag, vier Songs für eine seiner Shows zu schreiben.
Auf einer Fahrradtour lernt Jerome die junge Eva kennen. Schon bald ist er in sie verliebt, muss aber wegen anstehender Proben für Frohmans Show in die USA zurückkehren. Das Musical The Girl from Utah wird ein voller Erfolg. Während Jerome weitere Songs komponiert, reist Edwards,  auf der Suche nach neuen Talenten, nach England. Er kommt bei der Versenkung der Lusitania ums Leben.
Nach einer Ermunterung durch den Komponisten Victor Herbert nimmt Jerome seine Arbeit wieder auf. Seine Stücke werden am Broadway zu riesigen Erfolgen. Jerome reist nach England und heiratet Eva. Sally, mittlerweile Schauspielerin, gibt in Jeromes Musical Sunny ihr Debüt. Der Produzent will Sallys Rolle jedoch Marilyn Miller geben. Die enttäuschte Sally verlässt Jerome und ihren Vater.
Als Hessler kurz darauf an Herzversagen stirbt, verfällt Jerome in Depressionen. Erst als er in einem Nachtclub in Memphis Sally wiedertrifft, nimmt er seine Arbeit wieder auf. Für Victor Herbert schreibt er das Musical Show Boat, das erfolgreich am Broadway aufgeführt wird. Der Erfolg führt Jerome nach Hollywood. Erfreut stellt er fest, dass ein Song, den er für einen Film schrieb, von Sally gesungen wird.

## Produktion

### Produktionsnotizen
Produzent Arthur Freed plante eine musikalische Biografie über den erfolgreichen Musicalkomponisten Jerome Kern zu drehen. Judy Garland, zu dem Zeitpunkt MGMs Topstar, wurde für die Rolle der Marilyn Miller gewonnen. Da die Schauspielerin schwanger war, wurden ihre Szenen im Oktober 1945 als erstes gedreht. Ihr Ehemann Vincente Minnelli übernahm die Regie, die erste Zusammenarbeit des Paares. Durch geschickte Inszenierung konnte Minnelli die erkennbare Schwangerschaft seiner Frau kaschieren.
Anfang November verstarb Jerome Kern an den Folgen eines Herzanfalls. MGM war gezwungen, das Drehbuch umzuschreiben. In der Folgezeit setzte Freed mehrere Regisseure ein. Zuerst wurde Busby Berkeley engagiert, doch schon nach kurzer Zeit von Henry Koster ersetzt. Auch Koster musste kurze Zeit später den Regiestuhl räumen, für ihn kam Richard Whorf zum Einsatz, der auch als Regisseur für das gesamte Projekt geführt wird. Das Finale wurde dann von George Sidney inszeniert.
1973 liefen die Filmrechte aus und wurden von MGM nicht mehr verlängert. Seitdem ist der Film Public Domain.

### Besetzung
Bei dem Film kam ein großes Starensemble zum Einsatz. Neben den Darstellern der biografischen Story kamen mehrere Darsteller der einzelnen Musicals zum Einsatz, die im Film ihre Musicalrollen übernahmen.
- Show Boat: Bruce Cowling, Kathryn Grayson, Lena Horne, Tony Martin, William Halligan, Virginia O’Brien, Caleb Peterson
- Roberta: Gower Champion, Cyd Charisse, May McAvoy
- Leave It to Jane: June Allyson, Ray McDonald
- The Cat and the Fiddle: Lee und Lyn Wilde

Außerdem wurden Angela Lansbury und Frank Sinatra in Szenen eingesetzt und hierfür auch im Abspann erwähnt. In nicht im Abspann erwähnten, kleineren Nebenrollen waren außerdem zu sehen: James Finlayson als Verkäufer, Bess Flowers als Gratulantin, Sally Forrest als Showgirl, Byron Foulger als Sekretär, Russell Hicks als Produzent, Stuart Holmes als Mann in Frohmans Büro, Claire McDowell als Gardarobiere, Harold Miller als Theateragent, Snub Pollard als Orchestermitglied, Ray Teal als Dirigent und Kay Thompson als Zuschauerin. Der Schwimm- und Filmstar Esther Williams hat im Film einen im Abspann unerwähnten Cameo-Auftritt, in dem sie sich selbst beim Autogrammeschreiben verkörpert.

### Filmcrew
Art Directors des Films waren Cedric Gibbons und Daniel B. Cathcart. Edwin B. Willis und Richard Pefferle sorgten für das Szenenbild, die Kostüme lagen in der Verantwortung von Helen Rose, Irene Sharaff und Arlington Valles. Douglas Shearer war der Tontechniker des Films, Warren Newcombe der Spezialeffekttechniker.

### Musik
Alle Songs wurden von Jerome Kern komponiert. Er arbeitete dabei mit verschiedenen Textern zusammen.
- mit Oscar Hammerstein II: Cotton Blossom, Make Believe, Life Upon the Wicked Stage Can’t Help Lovin’ Dat Man, Ol’ Man River, Why Was I Born?, All the Things You Are und The Last Time I Saw Paris
- mit Edward Laska: How’d You Like to Spoon With Me?
- mit Herbert Reynolds: They Dienst Believe Me
- mit Guy Bolton und P. G. Wodehouse: Till the Clouds Roll By und Leave It to Jane
- mit P. G. Wodehouse: Cleopatterer und The Land Where the Good Songs Go
- mit Buddy DeSylva: Look for the Silver Lining
- mit Otto Harbach und Oscar Hammerstein II: Sunny und Who
- mit Leonard Joy: One More Dance
- mit Dorothy Fields, Otto Harbach, Oscar Hammerstein II und Jimmy McHugh: I Won’t Dance
- mit Otto Harbach: She Didn’t Say Yes, Yesterdays und Smoke Gets in Your Eyes
- mit Ira Gershwin: Long Ago and Far Away
- mit Dorothy Fields: A Fine Romance

Dirigent des Orchesters war Lennie Hayton. Kay Thompson arrangierte die Texte für den Film neu.

### Veröffentlichung
Die Premiere des Films, der den Arbeitstitel Silver Lining trug, fand am 5. Dezember 1946 in New York statt. Am 3. Januar 1947 lief der Film allgemein in den Vereinigten Staaten an. Am 16. Januar 1947 wurde er erstmals in Hollywood gezeigt. In Schweden und Finnland startete der Film ebenfalls 1947, in Mexiko, Portugal und Dänemark 1948, in der Türkei 1949 und in Frankreich 1950. Veröffentlicht wurde der Film zudem in Australien, Brasilien, Bulgarien, Kanada, Griechenland, Ungarn, Italien, Japan, in den Niederlanden, in Norwegen, Polen, in der Sowjetunion, in Spanien, im Vereinigten Königreich und in Venezuela.
In der Bundesrepublik Deutschland kam der Film nicht ins Kino, erstmals wurde der er unter dem Titel Bis die Wolken vorüberzieh’n am 11. November 1975 im deutschen Fernsehen ausgestrahlt.

## Kritik
Das Lexikon des internationalen Films schrieb: „Trotz des überzeugenden Hauptdarstellers schleppt sich die Handlung zwischen den zahlreichen gelungenen Musiknummern eher mühsam dahin.“